# Schlacht an der Bzura
Danzig – Westerplatte – Tucheler Heide – Krojanten – Mlawa – Radom – Wizna – Bzura – Brześć – Lemberg – Rawa Ruska – Lublin – Kampinos-Heide – Warschau – Szack – Modlin – Halbinsel Hel – Kock

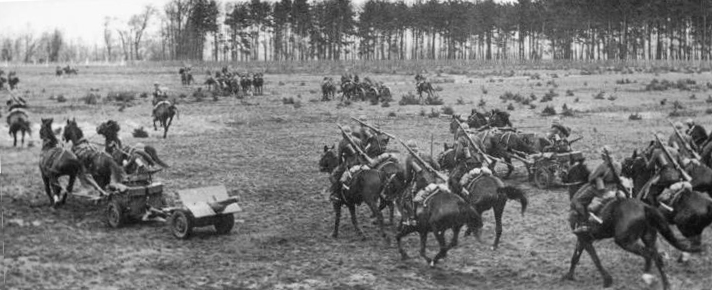
Polnische Kavallerie-Brigade „Großpolen“ in der Schlacht an der Bzura

Die Schlacht an der Bzura (auch: Schlacht bei Kutno) fand vom 9. bis 19. September 1939 nahe der Stadt Kutno zwischen deutschen und polnischen Truppen statt. Sie wurde zu einer Entscheidungsschlacht im Überfall auf Polen zu Beginn des Zweiten Weltkrieges.
Bereits kurz nach dem Beginn des deutschen Überfalls auf Polen gelang es der Wehrmacht, die polnischen Linien zu durchbrechen. Die deutschen Truppen drangen so von Norden und Südwesten in die Tiefe Polens vor.
Dem polnischen Heer gelang es, im Gegenzug – unbemerkt von der deutschen Aufklärung – unter General Tadeusz Kutrzeba zwei polnische Armeen bei Kutno nördlich der Bzura zusammenzuziehen. Vereinigt umfasste die neugebildete Streitmacht acht Infanteriedivisionen und zwei Kavalleriebrigaden. Um den Vorstoß der Wehrmacht abzuschwächen, griffen die Polen die vorrückende 8. Armee unter General der Infanterie Johannes Blaskowitz an der Flanke und im Rücken an. Die 8. Armee wurde dadurch ernsthaft bedroht.
Nachdem es der Wehrmacht gelungen war, die Situation zu stabilisieren, wurde eine Umfassung der polnischen Truppen eingeleitet. Aus dem Norden und Westen griff die 4. Armee unter General der Artillerie Günther von Kluge an. Zusätzliche Unterstützung für die 8. Armee kam in Form zahlreicher Panzer und schneller beweglicher Verbände der 10. Armee unter General der Artillerie Walter von Reichenau im Südosten. Die polnischen Streitkräfte waren eingekesselt und die vereinigten deutschen Kräfte begannen mit Unterstützung von 820 Flugzeugen am 16. September einen Großangriff. Nach hohen Verlusten und einem missglückten Ausbruchsversuch sowie dem Überfall der Sowjetunion auf Ostpolen am 17. September ergaben sich die polnischen Verbände am 19. September. Somit war die entscheidende und längste Schlacht verloren, 170.000 Soldaten gerieten in deutsche Kriegsgefangenschaft.